# Mădulari (gmina)
Mădulari – gmina w Rumunii, w okręgu Vâlcea. Obejmuje miejscowości Bălșoara, Bănțești, Dimulești, Iacovile, Mamu i Mădulari. W 2011 roku liczyła 1459 mieszkańców.